# Lac de Strátos
 (signalé en mai 2025).
Si vous disposez d'ouvrages ou d'articles de référence ou si vous connaissez des sites web de qualité traitant du thème abordé ici, merci de compléter l'article en donnant les références utiles à sa vérifiabilité et en les liant à la section « Notes et références ».
- Archive Wikiwix
- Bing
- Cairn
- DuckDuckGo
- E. Universalis
- Gallica
- Google
- G. Books
- G. News
- G. Scholar
- Persée
- Qwant
- (zh) Baidu
- (ru) Yandex
- (wd) trouver des œuvres sur Wikidata

Le lac de Strátos, en grec moderne : Λίμνη Στράτου / Límni Strátou, est un lac de barrage d'Étolie-Acarnanie, en Grèce-Occidentale. 
Il est créé en 1989, après la construction d'un barrage sur le fleuve Achéloos, au nord d'Agrínio et à l'ouest du village de Strátos, dont il prend son nom.
Le lac de Strátos est le troisième lac artificiel sur l'Achéloos, après ceux de Kastráki et de Kremastá.